# Opisthoncus tenuipes
Opisthoncus tenuipes är en spindelart som först beskrevs av Eugen von Keyserling 1882.  Opisthoncus tenuipes ingår i släktet Opisthoncus och familjen hoppspindlar. Inga underarter finns listade i Catalogue of Life.